# Cristian Ansaldi
Pour les articles homonymes, voir Ansaldi (homonymie).
Cristian Daniel Ansaldi, né le 20 septembre 1986 à Rosario en Argentine, est un footballeur international argentin, qui joue au poste de défenseur latéral. Il évolue actuellement avec le Parme Calcio.

## Biographie

### Carrière en club
Né à Rosario en Argentine, Cristian Ansaldi est formé par le club local de Newell's Old Boys, avec lequel il fait ses débuts en professionnel.
Le 31 août 2015, après un prêt à l'Atlético Madrid, il est prêté un an au Genoa CFC, après ça,en janvier 2016, son option d'achat est levée par le Genoa CFC.
En juin 2016 est annoncé le transfert de Cristian Ansaldi à l'Inter Milan. Il inscrit son premier but pour le Torino le 31 mars 2018, lors d'une rencontre de championnat face au Cagliari Calcio et participe ainsi à la victoire de son équipe (0-4 score final).
Le 31 août 2017 Ansaldi est prêté pour deux saisons au Torino FC avec obligation d'achat.
Le 22 août 2022, Cristian Ansaldi quitte le Torino afin de s'engager en faveur du Parme Calcio.

### Carrière en sélection
Il est convoqué pour la première fois par Diego Maradona pour jouer un match amical contre l'Espagne le 14 novembre 2009 à Barcelone, match au cours duquel il entre en jeu, fêtant ainsi sa première cape internationale. Début août 2013, il comptabilise trois sélections.
Le 12 novembre 2014, il marque son premier but avec la sélection argentine lors du match amical face à la Croatie où il égalise à la 49e minute d'une frappe déviée du bras par son compatriote Sergio Agüero. L'Argentine remporte finalement la rencontre 2-1.

## Palmarès
-  Rubin Kazan

Championnat de Russie (2)Champion :  2008 et 2009
Coupe de Russie (1)Vainqueur : 2011-12
Supercoupe de Russie (2)Vainqueur : 2010 et 2012
Coupe de la CEI (1)Vainqueur : 2010
-  Atlético Madrid

Supercoupe d'Espagne (1)Vainqueur : 2014